# Ojo de Agua Grande, Veracruz
Ojo de Agua Grande är en ort i Mexiko.   Den ligger i kommunen Tezonapa och delstaten Veracruz, i den sydöstra delen av landet, 260 km öster om huvudstaden Mexico City. Ojo de Agua Grande ligger 510 meter över havet och antalet invånare är 196.
Terrängen runt Ojo de Agua Grande är varierad. Runt Ojo de Agua Grande är det ganska tätbefolkat, med 100 invånare per kvadratkilometer. Närmaste större samhälle är Cuitláhuac, 13,9 km nordost om Ojo de Agua Grande. I omgivningarna runt Ojo de Agua Grande växer i huvudsak städsegrön lövskog.